# Pedro Olea
Pedro Olea, né à Bilbao (Espagne) le 30 juin 1938, est un réalisateur et scénariste espagnol, aussi producteur de cinéma.
Son film Akelarre (1984) a été présenté au 34e Festival international du film de Berlin.

## Filmographie partielle

### comme réalisateur
- 1968 : Días de viejo color
- 1971 : La Forêt du loup (es) (El bosque del lobo)
- 1972 : La casa sin fronteras (es)
- 1973 : No es bueno que el hombre esté solo (es)
- 1974 : Tormento (es)
- 1975 : Pim, pam, pum... ¡fuego! (es)
- 1976 : La Corea (es)
- 1978 : Un hombre llamado Flor de Otoño (es)
- 1984 : Akelarre
- 1986 : Bandera negra
- 1990 : La Légende du curé de Bargota (La leyenda del cura de Bargota) (épisode de la série Sabbath)
- 1991 : El día que nací yo (es)
- 1992 : Le Maître d'escrime (El maestro de esgrima)
- 1994 : Morirás en Chafarinas (es)
- 1997 : Más allá del jardín
- 2003 : Tiempo de tormenta (es)
- 2004 : ¡Hay motivo! (es)
- 2012 : La conspiracion